# 阿瓦伊 (圣保罗州)
阿瓦伊（葡萄牙語：Avaí）是巴西圣保罗州的一个市镇。总面积542.157平方公里，总人口4781人，人口密度8.8人/平方公里。